# Cryptanura trachodes
Cryptanura trachodes là một loài tò vò trong họ Ichneumonidae.